# 캐나다의 영상물 등급 제도
캐나다의 영상물 등급 제도는 캐나다에서 영상물 심의에 이용되는 등급 제도로, 각 주마다 등급을 부여하며, 또한 일반지역과 퀘벡주의 등급 체계가 다른 특징이 있다.

## 등급의 종류
| 일반지역 | 일반지역 | 일반지역                                                              | 퀘벡주 | 퀘벡주 | 퀘벡주                                                                  |
| 상징     | 등급     | 설명                                                                  | 상징   | 등급   | 설명                                                                    |
| -------- | -------- | --------------------------------------------------------------------- | ------ | ------ | ----------------------------------------------------------------------- |
|          | G        | 모든 연령이 관람할 수 있다.                                           |        | G      | 모든 연령이 관람할 수 있다. 단, 8세 미만에게 권장하지 않는 경우도 있다. |
|          | PG       | 모든 연령이 관람할 수 있으나, 어린이의 경우 보호자의 지도가 요구된다. |        | G      | 모든 연령이 관람할 수 있다. 단, 8세 미만에게 권장하지 않는 경우도 있다. |
|          | 14A      | 14세 미만의 연소자는 보호자를 반드시 동반하여야 한다.                 |        | 13+    | 13세 미만의 연소자는 보호자를 반드시 동반하여야 한다.                   |
|          | 18A      | 18세 미만은 관람할 수 없다. (단, 14~17세는 보호자 동반 시 입장 가능)  |        | 16+    | 16세 미만은 관람할 수 없다.                                             |
|          | R        | 18세 미만은 관람할 수 없다.                                           |        | 18+    | 18세 미만은 관람할 수 없다.                                             |
|          | A        | 성인 전용.                                                            |        | 18+    | 18세 미만은 관람할 수 없다.                                             |

## 심의 기관
- 매니토바주 : MFCB(Manitoba Film Classification Board, 매니토바 영화 등급 분류 위원회)
- 브리티시컬럼비아주 : CPBC(Consumer Protection BC, 브리티시컬럼비아 소비자 보호)
- 앨버타주 : AFC(Alberta Film Classification, 앨버타 영화 등급 분류)
- 온타리오주 : OFRB(Ontario Film Review Board, 온타리오 영화 검토 위원회)
- 퀘벡주 : RDC(Régie du cinéma)

## 같이 보기
- 오락 소프트웨어 등급 위원회